# Czesław Świerczewski
Czesław Świerczewski (ur. 16 marca 1866 w Jekaterynosławiu, zm. 29 kwietnia 1950 w Gdańsku) – inżynier, chemik, dyrektor gazowni w Łodzi, Warszawie i Gdańsku.

## Życiorys
Urodził się w rodzinie Teofila i Marianny z Kucharskich. Szkołę średnią ukończył w Krakowie. W latach 1884–1887 studiował na Politechnice Lwowskiej. W 1890 podjął pracę w Zakładach Gazowych w Warszawie, a od 1891 był asystentem w gazowni w Łodzi. W 1905 został pierwszym kierownikiem gazowni łódzkiej, a w latach 1909–1920 był jej dyrektorem. Zainicjował powstanie pierwszego w Polsce laboratorium analiz i badań związanych z fabrykacją gazu świetlnego, w którym obliczano m.in. jego wartość opałową. W latach 1916–1918 był przewodniczącym Łódzkiego Związku Harcerzy Polskich. Był założycielem i prezesem powstałego 12 czerwca 1919 łódzkiego koła Towarzystwa Kresów Pomorskich, w ramach którego propagował przyłączenie Warmii i Mazur do Polski. W latach 1921–1931 był prezesem Zrzeszenia Gazowników i Wodociągowców Polskich a w 1926 został członkiem honorowym tego Zrzeszenia. W latach 1923–1935 był dyrektorem Gazowni Warszawskiej, rozwinął dział marketingu, by dotrzeć do jak największej liczby potencjalnych odbiorców gazu i zachęcić ich do korzystania z niego. W latach późniejszym był dyrektorem gazowni w Gdańsku.

### Pozostała działalność
Był członkiem Ligi Narodowej i Towarzystwa Inteligenckiego „Łączność” w Łodzi oraz członkiem honorowym Zrzeszenia Gazowników i Wodociągowców Polskich i l’Industrie du Gaz en France. W 1917 został odznaczony Złotym Medalem na Wystawie przemysłowej w Łodzi. Prowadził działalność oświatową i polityczną na Kaszubach, przyczyniając się do zorganizowania Zjazdu Kaszubów w Gdańsku.

### Publikacje
Świerczewski był autorem publikacji i odczytów nt. gazownictwa:
- Gazownictwo, jako jeden z czynników niezależności gospodarczej (odczyt wygłoszony w Stowarzyszeniu Techników w Warszawie w dniu 8 lutego 1918),
- Kilka słów o potrzebie rozwoju gazownictwa w naszych miastach i miasteczkach (odczyt wygłoszony na Nadzwyczajnym Zjeździe Techników Polskich w Warszawie w dniu 14 kwietnia 1917),
- O Zakładach Gazowych Warszawskich w związku z organizacją przemysłu chemicznego na tle obrony państwa (1924),
- Gazownia miejska m. st. Warszawy (odczyt wygłoszony w dniu 21 stycznia 1931 w Magistracie m. st. Warszawy).

## Życie prywatne
W 1895 r. ożenił się w Przysusze z Zofią z Zaborowskich (zm. 21 grudnia 1950), z którą miał dwie córki.
Zmarł w Gdańsku. Pochowany 2 maja 1950 na cmentarzu Oliwskim (kwatera 8-6-12).

## Ordery i odznaczenia
- Krzyż Komandorski Orderu Odrodzenia Polski (30 kwietnia 1927)[17]
- Złoty Krzyż Zasługi (czterokrotnie: po raz trzeci 22 czerwca 1948[18], po raz czwarty 5 stycznia 1949[19])